# Gräsör m fl öar
Gräsör m fl öar este o arie protejată (arie de protecție specială avifaunistică — SPA) din Suedia întinsă pe o suprafață de 89 ha, integral pe uscat.

## Localizare
Centrul sitului Gräsör m fl öar este situat la coordonatele 56°08′28″N 15°54′55″E / 56.1412°N 15.9154°E.

## Înființare
Situl Gräsör m fl öar a fost declarat arie de protecție specială avifaunistică în decembrie 1996 pentru a proteja 30 de specii de animale.

## Biodiversitate
Situată în ecoregiunile continentală și marină baltică, aria protejată nu include niciun habitat protejat.
La baza desemnării sitului se află mai multe specii protejate de  păsări (30): rață sulițar (Anas acuta), rață pitică (Anas crecca), rață fluierătoare (Anas penelope), gâscă cenușie (Anser anser), pietruș (Arenaria interpres), rață-cu-cap-castaniu (Aythya ferina), rața moțată (Aythya fuligula), Aythya marila, Branta bernicla, Branta leucopsis, Calidris alpina schinzii, prundaș gulerat mare (Charadrius hiaticula), Cygnus columbianus bewickii, lebădă de iarnă (Cygnus cygnus), sitar de mal nordic (Limosa lapponica), ferestrașul mare (Mergus merganser), Mergus serrator, culic mare (Numenius arquata), Phalacrocorax carbo sinensis, bătăuș (Philomachus pugnax), ploier argintiu (Pluvialis squatarola), ciocântors (Recurvirostra avosetta), eider (Somateria mollissima), chiră mică (Sterna albifrons), chiră de baltă (Sterna hirundo), Sterna paradisaea, călifar alb (Tadorna tadorna), fluierar de mlaștină (Tringa glareola), fluierarul cu picioare roșii (Tringa totanus), nagâț (Vanellus vanellus).